# Grille (auto)

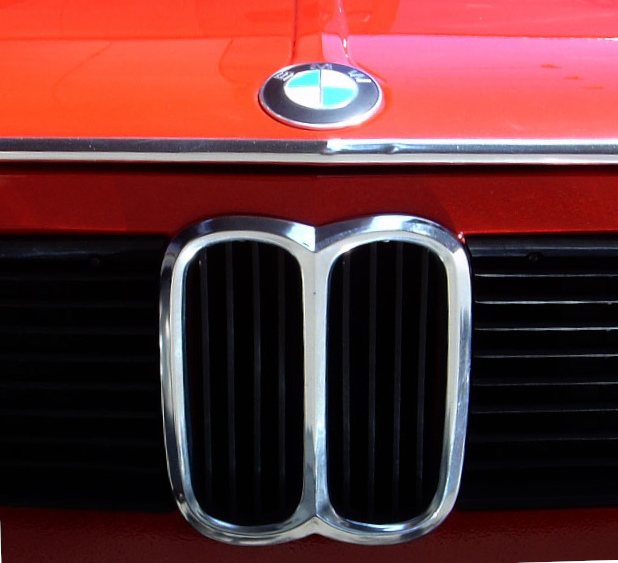
Voorbeeld van een grille van een BMW.

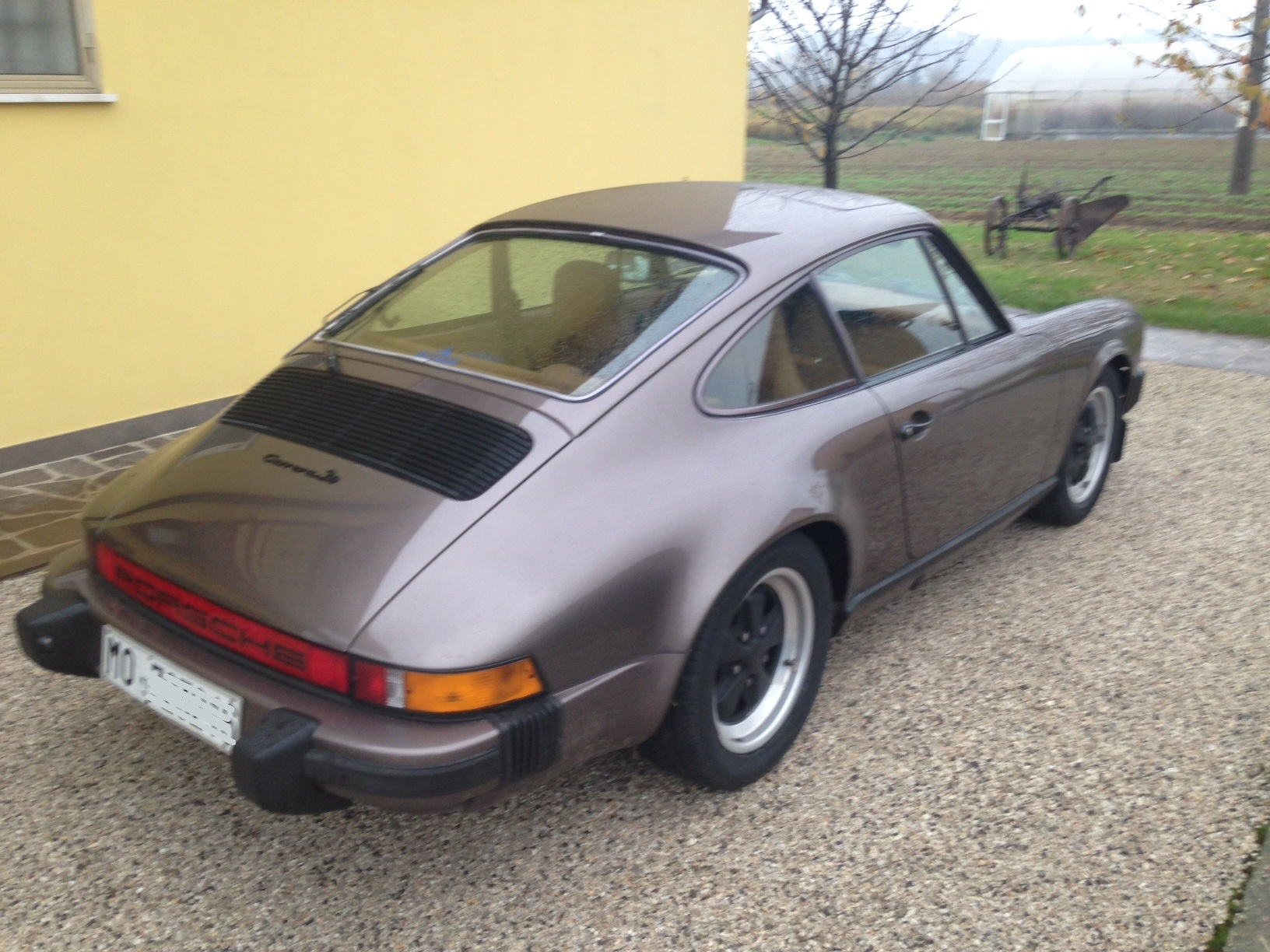
Porsche 911 met de grille op de achterklep.

De grille van een auto is de benaming voor het onderdeel van een auto dat lucht toelaat tot de motor. Meer specifiek is het de benaming voor het deel dat rijwind opneemt ter koeling van de motor. Bij de meeste auto's bevindt zich de grille aan de voorkant van de auto (omdat daar de motor is geplaatst), echter er zijn ook auto's waar de motor op een andere plek is geplaatst, bijvoorbeeld bij een middenmotor, de grille bevindt zich dan soms op een andere plaats. Roosters zijn geëvolueerd van eerder geïnstalleerde grindschermen die ontworpen waren om blootliggende radiatoren te beschermen die tot het begin van de jaren 1930 meestal op auto's werden gebruikt.

## Ontwikkeling
In de eerste automodellen vormt de radiateur een prominent onderdeel van de voorkant van een auto. In latere automodellen is de radiateur binnen de carrosserie geplaatst en wordt de luchtaanvoer verzorgd door ventilatiegaten in de neus. Dit wordt nog steeds de grille genoemd.